# Орєховський мир

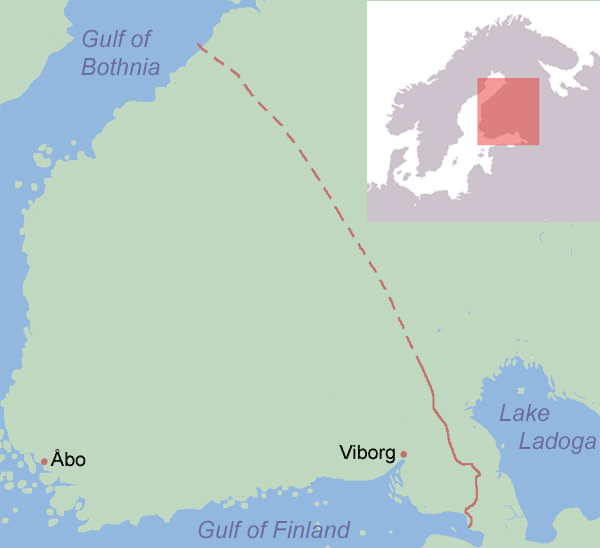
Ймовірна межа згідно Нотеборзького договору між Швецією та Новгородом, що приблизно відповідає висновкам Ярла Галлена

Орєховський мир, також Нотебурзький мир (швед. Freden i Nöteborg, рос. Ореховский мир, фін. Pähkinäsaaren rauha) — умовна назва мирного договору, підписаного в Орєшеку (швед. Nöteborg, фін. Pähkinäsaari, рос. Орешек) 12 серпня 1323 р. Він був першим договором між Швецією та Новгородською республікою, що регулював їхній кордон. Через три роки Новгород підписав Новгородський договір з норвежцями.

## Зміст
Первісний текст договору втрачено. Він зберігся фрагментарно у примірниках російською, шведською та латинською мовами, які є дещо суперечливими.
Договір було укладено за посередництва ганзейських купців з метою припинення шведсько-новгородських воєн.
1. Новгород «по любові» віддавав Швеції три погости у Фінляндії — Саволакс, Яскіс і Еурепя, які вже 30 років були захоплені і управлялися шведами.
2. Новгородсько-шведський кордон ділив Карельський перешийок уздовж, з півдня на північ, проходячи по річці Сестрі і далі по болотах, річках і озерах, аж до впадання річки Пюхайокі[en] у Ботнічну затоку:
3. За новгородцями залишалося право полювання та рибної ловлі на угіддях (ловищах) що відходили до Швеції: шістьма з них шведи і новгородці могли користуватися порівну, а ще на двох угіддях новгородцям належала одна шоста частина.
4. Для всіх купців встановлювався безперешкодний проїзд до Новгорода водою по Неві або суходолом.
5. Заборонялося будівництво фортець поблизу кордону обом сторонам.
6. Сторони зобов'язалися видавати один одному перебіжчиків: боржників, холопів-втікачів і кримінальних злочинців.
7. Заборонялася покупка шведами земель і угідь на прикордонних новгородських територіях.
8. У разі нападу на Новгородську землю третіх сил через Нарву шведам заборонялося надавати їм військову допомогу.
9. При виникненні взаємних образ передбачалося їхнє рішення мирними засобами.